# Mark Davies
Mark Nicholas Davies (Willenhall, 18 de fevereiro de 1988) é um futebolista inglês que atua como meia. Atualmente defende o Bolton, que disputa a League One, terceira divisão do campeonato inglês.